# Dylan Ryan
Dylan Ryan (San Francisco, California; 21 de abril de 1986) es una actriz pornográfica estadounidense.

## Biografía
Nacida en abril de 1986, Dylan Ryan comenzó a trabajar como estríper antes de ingresar en la industria pornográfica. Cuando su amiga Shine Louise Houston comenzó de cero su compañía pornográfica Pink and White Productions, Ryan protagonizó la primera película de la marca, haciendo su debut como actriz en 2004, a los 19 años de edad.
En algunas entrevistas, Dylan Ryan no se considera como actriz pornográfica, sino como una "superheroína porno". También se identifica con el movimiento queer y ha declarado sentirse atraída por personas de todas las identidades de género.
Fuera de la pornografía, Ryan trabaja como defensora de los derechos de las trabajadores sexuales en San Francisco.
Como actriz ha trabajado para productoras como Filly Films, New Sensations, Kink.com, Evil Angel, Triangle Films, Pink & White Productions, Reel Queer Productions, Girlfriends Films, Hustler, Adam & Eve, Maxine X, Vivid o Sweetheart Video, entre otras.
En 2009 Ryan se alzó con el premio a la Rompecorazones del año de los Feminist Porn Awards. Posteriormente, en 2010 fue nominada en los Premios AVN en la categoría de Mejor escena de masturbación por la película Crash Pad Series 3.
Después de cinco años ausente del circuito de premios, volvió a los AVN en 2015 con otra nominación en la categoría de Mejor escena escandalosa de sexo por Barbarella: A Kinky Parody. Al año siguiente, 2016, en los Premios XBIZ fue nominada a Mejor actriz de reparto por Marriage 2.0.
Rodó más de 240 películas como actriz durante su carrera.
Alguno de sus trabajos son Butches and Babes, Champion, Fifty Shades of Dylan Ryan, Girls Kissing Girls 7, Hard Working Girls, Intimate Pursuit, Love Shack, My Sister Celine, Our Little Secret 2, Strap It On o Therapy.

## Premios y nominaciones
| Año  | Ceremonia           | Resultado | Premio                             | Trabajo                    |
| ---- | ------------------- | --------- | ---------------------------------- | -------------------------- |
| 2009 | Feminist Porn Award | Ganadora  | Rompecorazones del año             | —                          |
| 2010 | Premios AVN         | Nominada  | Mejor escena de masturbación       | Crash Pad Series 3         |
| 2015 | Premios AVN         | Nominada  | Mejor escena escandalosa de sexo   | Barbarella: A Kinky Parody |
| 2015 | Premios AVN         | Nominada  | Premio fan: Artista más pervertida | —                          |
| 2016 | Premios XBIZ        | Nominada  | Mejor actriz de reparto            | Marriage 2.0               |